# Puch Maxi
Le Puch Maxi est un modèle de cyclomoteur du constructeur autrichien Puch. La série est bâtie sur un moteur monocylindre, deux temps de 49,9 cm³.

Les principaux modèles de cette série sont le Maxi S et le Maxi N qui se différencient par leur cadre: le Maxi S a un cadre avec un bras oscillant et des amortisseurs tandis que le Maxi N a un cadre rigide.

## Modèles

### Moteurs automatiques (série e50)
- Puch Maxi L
- Puch Maxi N
- Puch Maxi E
- Puch Maxi P
- Puch Maxi K
- Puch Maxi S
- Puch Maxi GS
- Puch Maxi GS (compétition)

### Moteurs automatiques à deux vitesse (série za50)
- Puch Maxi S 2a

### Moteurs à deux vitesses (série Z50)
- Puch Maxi 2
- Puch Maxi N 2
- Puch Maxi S 2
- Puch Maxi E 2
- Puch Maxi S 2
- Puch Maxi 2 K
- Puch Maxi GS 2

### Éditions spéciales
- Puch Maxi N Chopper
- Puch Maxi Nostalgie
- Puch Maxi Sport
- Puch Maxi N DGR
- Puch Maxi Plus
- Puch Maxi Sport DGR
- Puch Maxi Super S
- Puch Maxi N Off Road
- Puch Mini Maxi
- Puch Maxi Turbo Sport
- Puch Maxi Casablanca
- Puch Maxi S Ankawa